# Cauna de l'Aragó

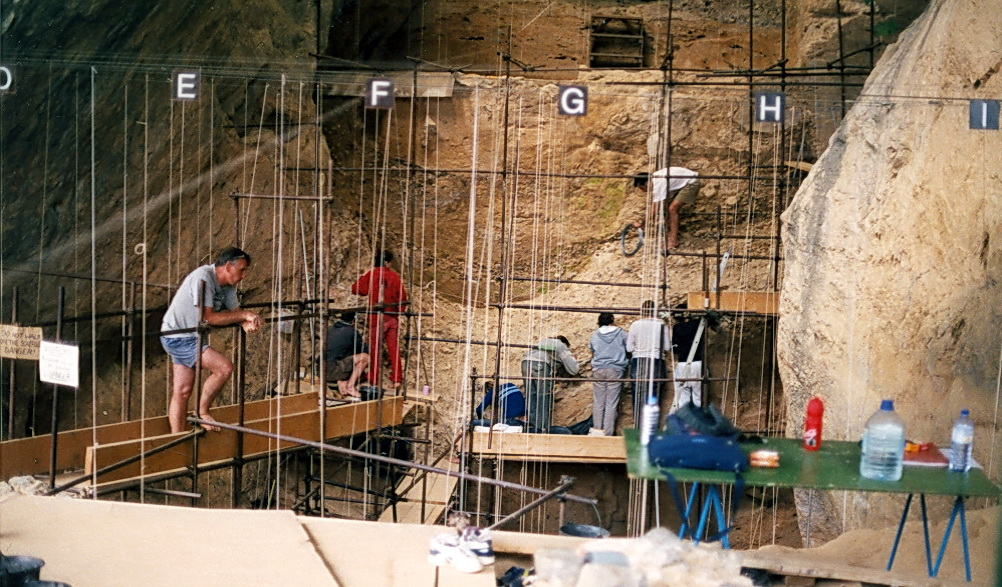
Treballs paleontològics a la cova

La Cauna de l'Aragó, o Cova de l'Aragó, és una gruta situada a la comuna nord-catalana de Talteüll, a la comarca del Rosselló, on s'han trobat restes humanes de fa 550.000 anys.

## Descoberta i expedicions

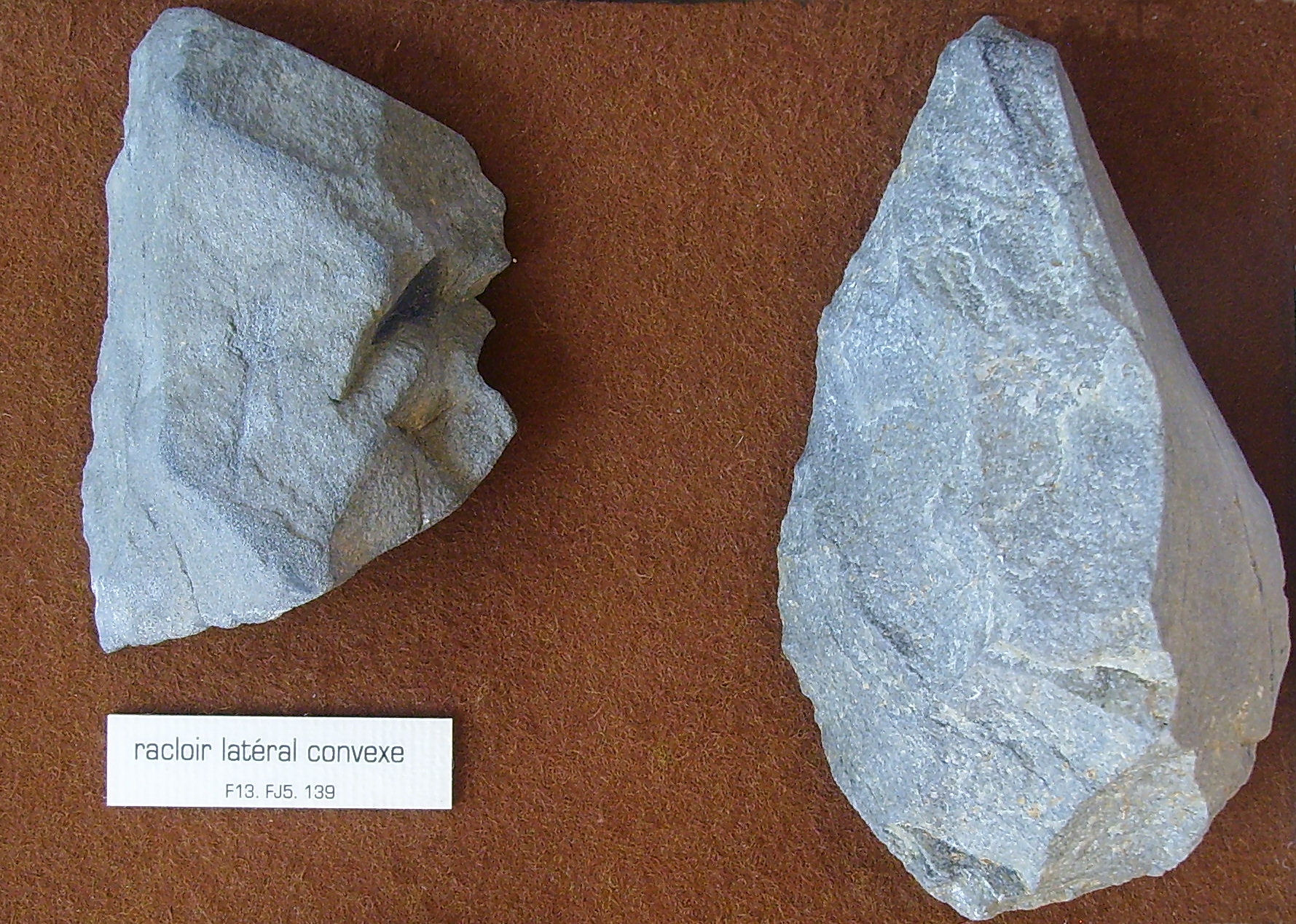
Eines de pedra trobades a la cova

La cova fou descoberta el 1838 per Marcel de Serres. El 1964, Henry de Lumley va començar-hi les primeres prospeccions científiques.
La cova, anomenada cauna en el parlar local, està situada uns cent metres damunt el riu Verdoble, a les muntanyes calcàries de les Corberes de l'extrem nord del terme comunal de Talteüll. Les datacions radiomètriques indiquen que en els sediments dipositats a la cova hi ha registres de tot el plistocè mitjà (700.000 - 100.000 anys abans de la nostra era). Se'n dedueix que era un lloc on els caçadors feien el campament o bivac.

## Troballes arqueològiques

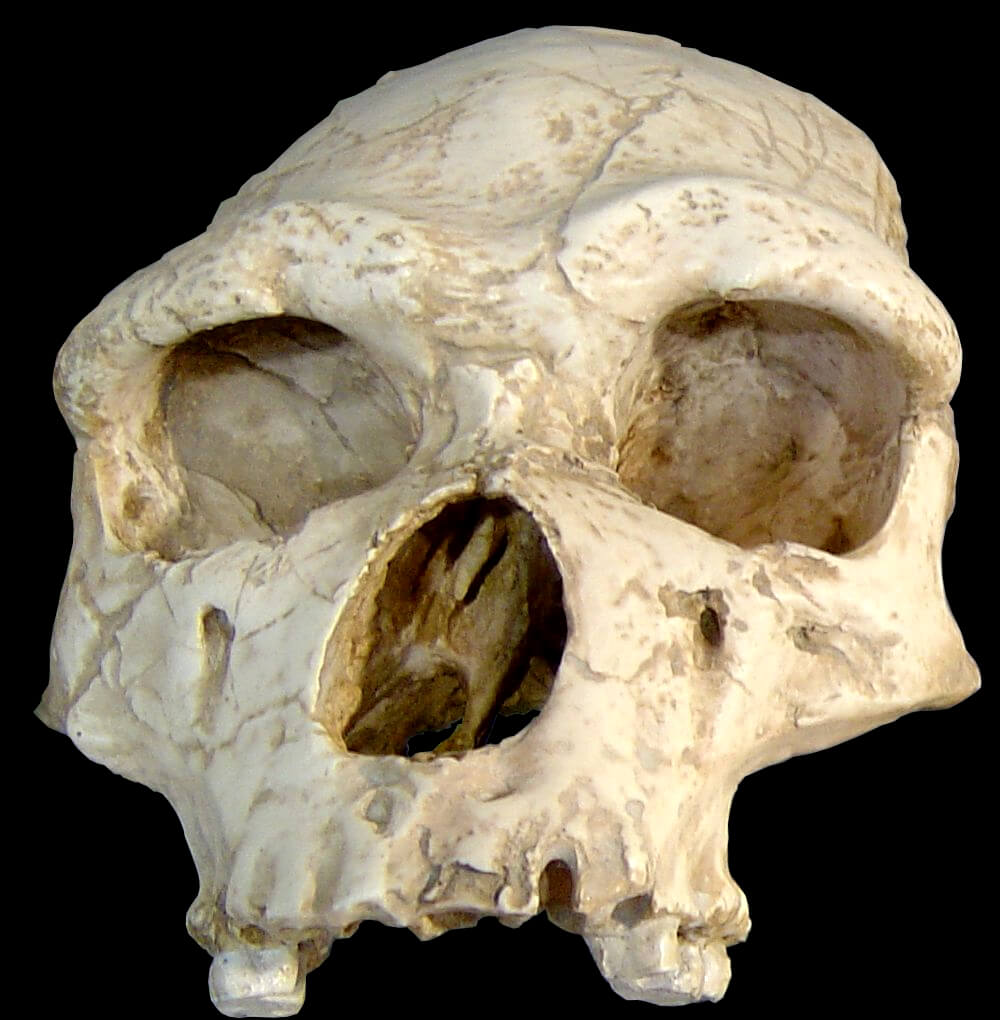
LHomo erectus tautavelensis

Sens dubte, la troballa més famosa de Lumley fou la resta humana Aragó XXI, trobada al sòl G: fou batejada com l'home de Talteüll, i té una antiguitat d'uns 450.000 anys. En un principi, l'equip va formular la tesi que pertanyia a una espècie anterior als neandertals; segons l'equip d'investigadors, devia ser un estadi del mateix homo erectus. Altres teories, en canvi, coincideixen que era anterior als neandertals, però afirmen que n'era un avantpassat directe, i, per tant, l'Homo erectus tautavelensis seria un homo heidelbergensis.
Les diverses restes humanes són acompanyades de moltes restes d'animals que avui dia ja no existeixen, tant d'herbívors com de carnívors. Les diverses eines trobades eren quars, quarsites, roques calcàries i esquistos, i eren de tipologia diversa: eines denticulades, osques, rascadores, puntes, etcètera.

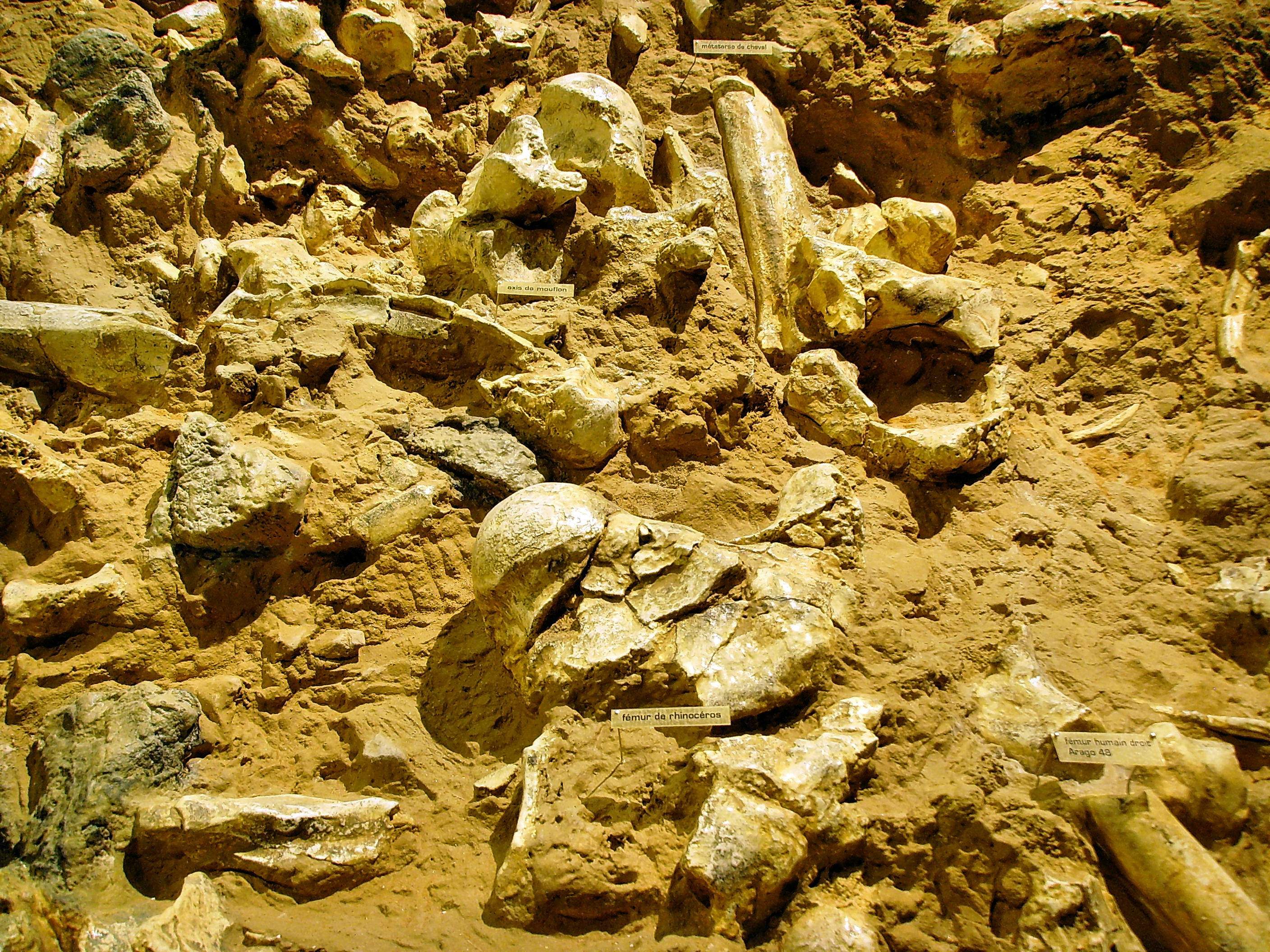
Fragments de fèmurs i altres ossos trobats a la cova

El juliol del 2012, un estudiant de la Universitat Autònoma de Barcelona va trobar el que seria la resta homínida 131 de la cova. Aquesta mandíbula completa ha permès ajudar a entendre el coneixement de l'home de Talteüll.
El 2015 s'hi feu la troballa de la resta homínida 149, una dent (incisiva central inferior) humana d'adult de fa 550.000 anys, 100.000 anys més antiga que el famós crani de l'home de Talteüll.
El jaciment de la Cauna de l'Aragó és un jaciment en actiu, per la qual cosa cada any es fa alguna troballa més d'aquest període històric.